# Vomper Bach
De Vomper Bach is een linker zijrivier van de Inn in de Oostenrijkse deelstaat Tirol. Zij ontspringt in het Karwendelgebergte ongeveer een kilometer ten noordwesten van de top van de Großer Bettelwurf (2726 m.ü.A.) en stroomt vervolgens in oostelijke richting, ten noorden van Terfens langs.
Het riviertje neemt in het Vomperloch het water op van de Grubenkarbach, de Spritzkarbach, de Spitzkarbach en na het bos Knappenwald ook nog het water van de Zwerchbach. Net nadat de Vomper Bach het water van de Stubbach heeft opgenomen, buigt de rivier af naar het zuidoosten, om door Vomperbach (gemeente Terfens) te lopen en tegenover Pill in de Inn uit te monden. Het water heeft dan ongeveer vijftien kilometer afgelegd.